# Japon aux Jeux olympiques d'été de 1960
Le Japon participe aux Jeux olympiques d'été de 1960 à Rome en Italie. Cent-soixante-deux athlètes japonais, 142 hommes et vingt femmes, ont participé à 96 compétitions dans dix-sept sports. Ils y ont obtenu dix-huit médailles : quatre d'or, sept d'argent et autant de bronze.

## Médailles
| Médaille | Discipline    | Épreuve                            | Athlète                                                                               | Performance | Date |
| -------- | ------------- | ---------------------------------- | ------------------------------------------------------------------------------------- | ----------- | ---- |
| Or       | Gymnastique   | Concours par équipes               | Masao Takemoto Takashi Ono Nobuyuki Aihara Yukio Endo Shuji Tsurumi Takashi Mitsukuri |             |      |
| Or       | Gymnastique   | Sol hommes                         | Nobuyuki Aihara                                                                       |             |      |
| Or       | Gymnastique   | Saut hommes                        | Takashi Ono                                                                           |             |      |
| Or       | Gymnastique   | Barre fixe hommes                  | Takashi Ono                                                                           |             |      |
| Argent   | Gymnastique   | Concours général individuel hommes | Takashi Ono                                                                           |             |      |
| Argent   | Gymnastique   | Barre fixe hommes                  | Masao Takemoto                                                                        |             |      |
| Argent   | Natation      | 400 m nage libre hommes            | Tsuyoshi Yamanaka                                                                     |             |      |
| Argent   | Natation      | 200 m brasse hommes                | Yoshihiko Osaki                                                                       |             |      |
| Argent   | Natation      | 4 × 200 m nage libre               | Makoto Fukui Hiroshi Ishii Tsuyoshi Yamanaka Tatsuo Fujimoto                          |             |      |
| Argent   | Lutte         | Lutte libre - Poids mouche - 52 kg | Masayuki Matsubara                                                                    |             |      |
| Argent   | Haltérophilie | Moins de 56 kg                     | Yoshinobu Miyake                                                                      |             |      |
| Bronze   | Gymnastique   | Cheval d'arçons hommes             | Shuji Tsurumi                                                                         |             |      |
| Bronze   | Gymnastique   | Anneaux hommes                     | Takashi Ono                                                                           |             |      |
| Bronze   | Gymnastique   | Barres parallèles hommes           | Takashi Ono                                                                           |             |      |
| Bronze   | Natation      | 4 × 100 m 4 nages                  | Kazuo Tomita Koichi Hirakida Yoshihiko Osaki Keigo Shimuzu                            |             |      |
| Bronze   | Natation      | 100 m dos femmes                   | Satoko Tanaka                                                                         |             |      |
| Bronze   | Boxe          | Poids mouches (-51 kg)             | Kiyoshi Tanabe                                                                        |             |      |
| Bronze   | Tir           | Pistolet à 50 m                    | Yoshihisa Yoshikawa                                                                   |             |      |